# Two Distant Strangers
Two Distant Strangers ist ein amerikanischer Kurzfilm von Travon Free und Martin Desmond Roe aus dem Jahr 2020. Er handelt von einem afroamerikanischen Mann, der in einer Zeitschleife (Loop) gefangen ist und tagtäglich bei einem Zusammentreffen mit einem Polizisten ums Leben kommt. Der Film ist eine Mischung aus Science-Fiction und Drama und wurde aufgrund der Black Lives Matter- (BLM) Thematik veröffentlicht. Er wurde sowohl vom Publikum als auch von Kritikern gelobt und mit dem AAFCA Award ausgezeichnet. Ebenso wurde er bei der Oscarverleihung 2021 in der Kategorie „Bester Kurzfilm“ ausgezeichnet.

## Inhalt
In dem Film zeigt der Rapper Joey Bada$$ in seiner Rolle als Carter James, wie afroamerikanische Menschen von Polizisten getötet werden. Der in New York lebende Rapper spielt Carter James, einen Afroamerikaner der versucht, nach einem romantischen Date zu seinem Hund zurückzukehren. In einer Reihe von zyklischen Clips wird Carter James, sobald er vor die Wohnungstür seines Dates tritt, mit einer Reihe unglücklicher Ereignisse konfrontiert, darunter eine Verhaftung, die zu seinem Tod führt. Es ist eine weitere Erinnerung an die Essenz der BLM.

## Produktion

### Produktionsnotizen
Der 28-minütige, mit einem Oscar ausgezeichnete Kurzfilm, setzt sich mit der Brutalität der Polizei in den USA auseinander.
Die Dreharbeiten begannen Ende Juni und endeten im August 2020. Der Film wurde von Davon Fee in enger Zusammenarbeit mit Brooklyn Nets Superstar Kevin Durant erstellt.

### Musik
Die Filmmusik stammt von James Jason Poyser (* 30. Januar in Sheffield, Yorkshire) ein englisch-amerikanischer Multiinstrumentalist, Songwriter, Plattenproduzent und derzeitiges Mitglied der Hip-Hop-Band The Roots.

### Veröffentlichung
Der Kurzfilm feierte seine Weltpremiere am 20. November 2020.